# Gibberula subtrigona
Gibberula subtrigona är en snäckart som först beskrevs av Carpenter 1864.  Gibberula subtrigona ingår i släktet Gibberula och familjen Cystiscidae. Inga underarter finns listade i Catalogue of Life.